# 虎牙藏族乡
虎牙藏族乡（藏語：ཧོས་ཡའ་བོད་རིགས་གྲོང་ཚོ་，威利转写：hos yav bod rigs grong tsho，康方言拼音方案：Höya Bögrig Zhongco），是中华人民共和国四川省绵阳市平武县下辖的一个乡镇级行政单位。

## 行政区划
虎牙藏族乡下辖以下地区：
龙溪堡村、虎丰村、上游村、占口村和高山堡村。